# Серебряный рудник в Тарновске-Гуры

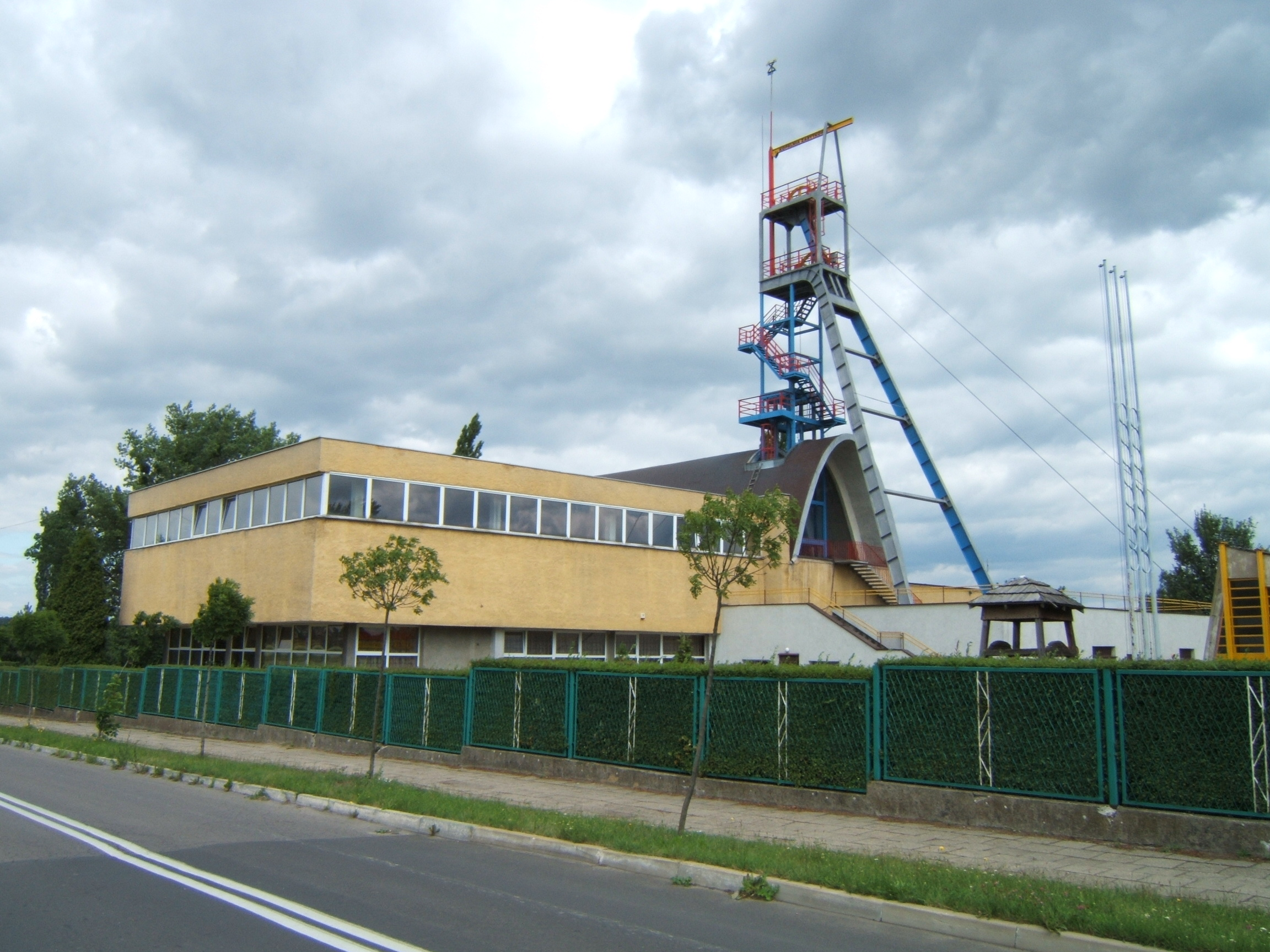

Серебряный рудник в Тарновске-Гуры — объект Всемирного наследия ЮНЕСКО в Польше, представляющий собой подземелья бывшей шахты, устроенной в триасовых доломитах и известняках и содержавшей залежи серебра и ряда других полезных ископаемых.
С 2004 года — часть памятника истории Тарновске-Гуры «Подземелья исторического серебряного рудника и штольни „Чёрная форель“». С июля 2017 года внесена в Список всемирного наследия ЮНЕСКО как один из объектов под названием «Свинцовый, серебряный и цинковый рудник вместе с системой управления подземными водами в Тарновске-Гуры».
Рудник представляет собой часть Королевской шахты Фридерика, действовавшей с 1784 (согласно другим источникам — с 1714) до 1911 или 1912 года; в 1976 году она была открыта для посещения публикой. Рядом со входом в шахту находится музей под открытым небом, в котором представлены использовавшиеся на ней паровые машины.
19 октября 2006 года рудник объявлен памятником истории Польши. 9 июля 2017 года на 41-й сессии ЮНЕСКО он был включён в список Всемирного наследия.
Подземелья рудника являются единственным подземным туристическим маршрутом в стране; его длина составляет 1749 м, из которых 270 м преодолевается на лодках.